# Luca Pisaroni
Luca Pisaroni es un cantante lírico italiano nacido en Ciudad Bolívar, Venezuela de padres italianos el 8 de junio de 1975 con registro de bajo-barítono muy apreciado en interpretaciones del período clásico y barroco, preferentemente Mozart y Händel. 
Es una de las figuras más destacadas de la joven generación de cantantes de ópera. 
Posee una voz de gran caudal con amplio dominio de la coloratura y estilos; excelente actor y comediante, destácase por su presencia escénica.

## Biografía
Nació en Venezuela, a los cuatro años se mudó con su familia a Italia. Creció en Busseto - pueblo natal de Giuseppe Verdi - en la provincia de Parma (región de Emilia-Romaña, Italia). Asistió a clases de la academia de Carlo Bergonzi en Busseto y se formó en el Conservatorio Giuseppe Verdi de Milán y posteriormente en   Nueva York y Buenos Aires con Renato Sassola y Rosita Zozulya. 
Debutó profesionalmente en Klagenfurt (Austria) como Fígaro en Las bodas de Fígaro de Mozart en 2001, año en que fue galardonado con la Medalla Eberhard Wächter como Leading Artist of the Young Generation en la Ópera Estatal de Viena, previamente había sido merecedor del Premio Hariclea Darclée en Rumania. 
Un exitoso debut en Salzburgo en 2002 (Misa Nelson de Haydn) lo llevó a presentarse en el célebre festival consecutivamente en diversos papeles: Massetto en Don Giovanni y Publio en La clemenza di Tito (dirigido por Nikolaus Harnoncourt), Hercules en Alceste de Gluck (dirigido por Ivor Bolton), Douglas en La donna del lago de Rossini (dirigido por Marcello Viotti) y Fígaro dirigido por Daniel Harding.
Otras importantes actuaciones: Leporello (Don Giovanni), Melisso (Alcina)  y Colline (La Bohème)  en la Ópera de la Bastilla de París, Papageno en La flauta mágica en el Teatro de Champs Elysées, Publio y Figaro en el Metropolitan Opera de Nueva York, Leporello y Guglielmo en Cosí fan tutte y Argante de Rinaldo en el Festival de Glyndebourne, Achilla en Giulio Cesare en el Teatro Real de la Monnaie de Bruselas, Tiridate en Radamisto y Fígaro en Ópera de Santa Fe, Alidoro (La Cenerentola) en Santiago de Chile, como Massetto en la Ópera de San Francisco, como "Ercole Amante", Guglielmo y Figaro en De Nederlandse Opera y en el Teatro Real de Madrid nuevamente como Leporello, Colline, Figaro y el Conde Dorval en Il burbero di buon cuore de Vicente Martín Soler, en Dido y Eneas de Purcell, Mustafá bey de Argel (L'Italiana in Algeri) en el Gran Teatro del Liceu y otras producciones.
En concierto se ha destacado en Carnegie Hall dirigido por Simon Rattle en el oratorio El paraíso y la peri de Robert Schumann, la Misa en do menor de Mozart dirigido por Mark Minkowski en el Festival de Salzburgo, Jephtha de Handel con Nikolaus Harnoncourt y la Orquesta Filarmónica de Berlín, en Il ritorno di Tobia de Haydn dirigido por Harnoncourt,  el Musikverein de Viena y como Jesús en la escenificación de la Pasión según San Juan de Bach por Robert Wilson en París.
Galardonado con el Premio Opera News 2019

## Registros principales
- Cavalli - Ercole Amante - Bolton, Netherlands Opera, Ámsterdam (DVD)

- Haydn - Requiem - Bolton

- Handel - La Resurrezione - Haim

- Martin y Soler - Il burbero di buon cuore - Rousset (DVD)

- Mozart - Cosi fan tutte - Fischer - Glyndebourne (DVD)

- Mozart: Cosi Fan Tutte -  Metzmacher, Netherlands Opera (DVD)

- Mozart - Don Giovanni - Harding - Salzburg (DVD)

- Mozart - Don Giovanni - Jurowski - Glyndebourne (DVD)

- Mozart - Le nozze di Fígaro - Jacobs - París (DVD)

- Mozart: Le Nozze Di Figaro - Metzmacher - Ámsterdam (DVD)

- Mozart - La clemenza di Tito - Harnoncourt - Salzburg (DVD)

- Mozart - Misa en do menor - Langrée

- Rossini - La cenerentola - Zedda